# Gombe (delstat)
 For alternative betydninger, se Gombe (flertydig). (Se også artikler, som begynder med Gombe)
Gombe er en delstat i det nordøstlige Nigeria. Den var tidligere en del af delstaten Bauchi, men dannede sin egen delstat 1996.

## Geografi
Mod nord og nordøst grænser Gomge til delstaten Yobe, mod syd til delstaten Taraba, mod vest til delstaten Bauchi, mod øst til delstaten Borno og mod sydøst til delstaten Adamawa.

### Inddeling
Gombe er inddelt i 11 Local Government Areasmed navnene: Akko, Balanga, Billiri, Dukku, Funakaye, Gombe, Kaltungo, Kwani, Nafada, Shomgom og Yamaltu-Deba.

## Befolkning
Delstaten Gombe beboes hovedsageligt af mennesker fra Fulanifolket. Den mest udbredte religion er sunnigrenen af Islam. Delstaten havde kortvarigt indført sharia i retssystemet Scharia gælder dog kun i områder med muslimsk befolkningsflertal.

## Erhverv
Befolkningen i Gombe er hovedsageligt beskæftiget med landbrug. Der avles korn, hirse, majs og ris.